# Martiodendron
Martiodendron es un género de plantas con flores  perteneciente a la familia Fabaceae. Comprende 16 especies descritas y de estas, solo 5 aceptadas.

## Taxonomía
El género fue descrito por Henry Allan Gleason y publicado en Phytologia 1: 141. 1935.

## Especies aceptadas
A continuación se brinda un listado de las especies del género Martiodendron aceptadas hasta febrero de 2015, ordenadas alfabéticamente. Para cada una se indica el nombre binomial seguido del autor, abreviado según las convenciones y usos.	
- Martiodendron elatum (Ducke) Gleason
- Martiodendron excelsum
- Martiodendron fluminense Lombardi
- Martiodendron mediterraneum
- Martiodendron parviflorum